# Ajuntament de Cornudella de Montsant
L'Ajuntament de Cornudella de Montsant és una obra del municipi de Cornudella de Montsant (Priorat) inclosa en l'Inventari del Patrimoni Arquitectònic de Catalunya.

## Arquitectura
Edifici de paredat i carreus de planta baixa, dos pisos i cobert amb teulada a dos vessants. Té tres cossos, el central sobresortit, amb balcons correguts al primer pis i dobles al segon. Sobre la porta central hi ha l'escut de la vila. Els cossos laterals tenen un jardinet frontal. El conjunt és separat del carrer per una tanca amb tres obertures que corresponen a les de l'edifici. L'interior, reconstruït entre els anys 1983-1984, tenia espai per a Sala de sessions, despatx per a l'alcalde, secretaria, arxiu, habitatges pel secretari i mestres, jutjat comarcal, departament per a la inspecció de sanitat, escoles i central de correus i telègrafs. Actualment hom ha habilitat una sala d'exposicions. Sense ser extraordinari, l'edifici sobresurt de la tipologia local.

## Història
La construcció de l'edifici fou acordada en una sessió celebrada el 1890, encara que fins al 17 d'octubre de 1896 no fou adjudicada l'obra. L'import del solar fou de 3000pts i les obres sumaren un total de 47000pts. L'obra representà un seriós intent per a dotat al poble de Cornudella d'uns serveis públics adequats, atesa la seva població. L'edifici hagué d'ésser refet pràcticament en la seva totalitat cap al 1983, acomodant-lo a les noves necessitats.